# Удема

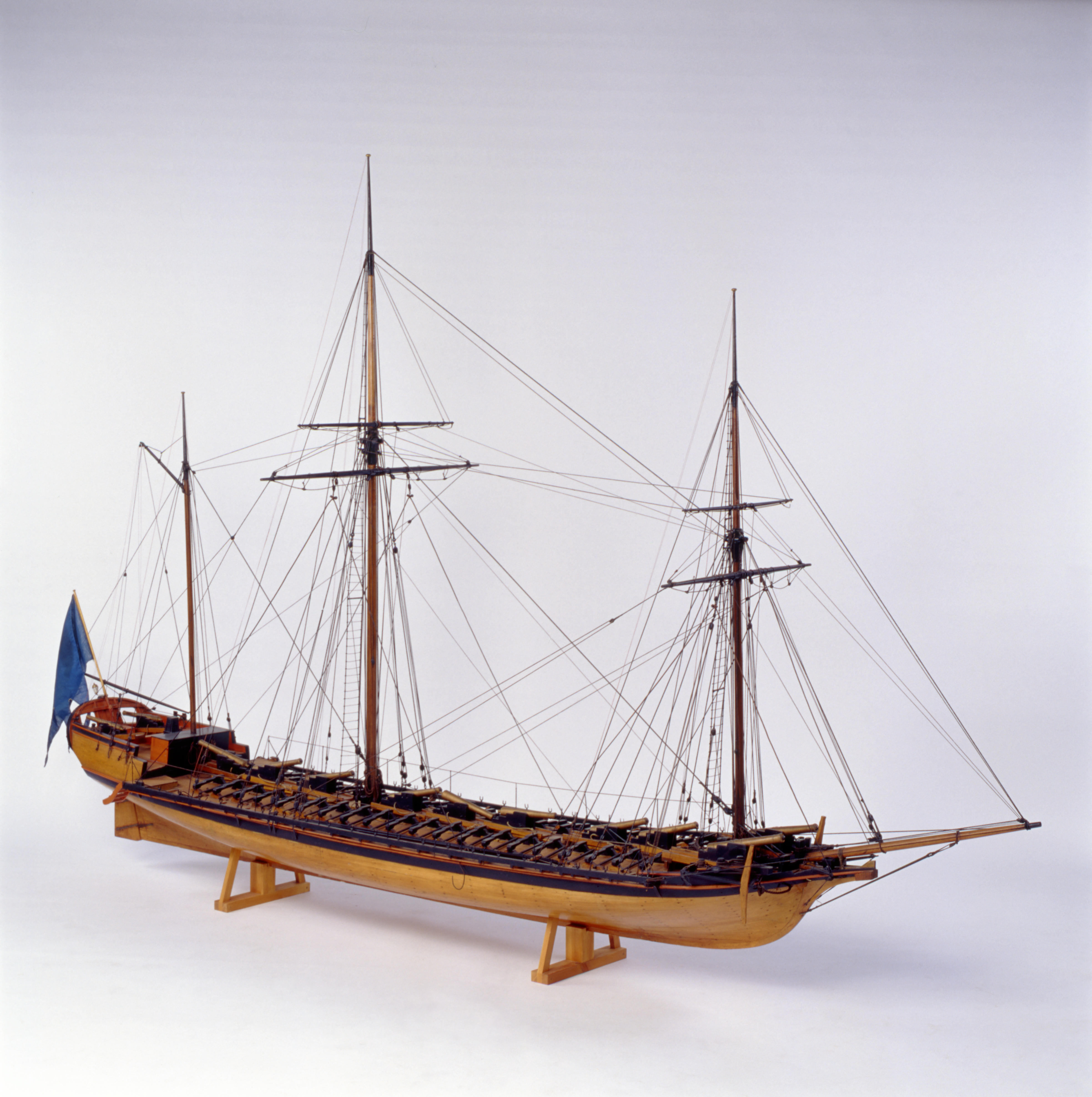
Современная модель удемы «Ингеборг»

Удема — историческая разновидность шведских парусно-гребных военных кораблей галерного типа для ведения боевых действий в шхерах.
Как правило, длина удемы была около 30 метров, ширина 9,45 метра, осадка в грузу 1,83 метра, парусное вооружение состояло из двух мачт, экипаж составлял до 110 человек. Для действий вёслами (обычно их было 16 — 18 пар) и использования артиллерии (и то и другое, впрочем, нельзя было делать одновременно из-за необычного расположения последней) она имела откидные фальшборта, которые можно было поднять в случае свежей погоды. Артиллерийское вооружение составляло около 10 пушек среднего калибра. Главным техническим новшеством конструкции, в целом себя не оправдавшей, было расположение орудий кругового огня в диаметральной плоскости, копировавшееся впоследствии в российских плавучих батареях начала XIX века.